# نیروی هوایی گرجستان
نیروی هوایی گرجستان (انگلیسی: Georgian Air Force) یا فرماندهی هوانوردی و دفاع هوایی نیروهای دفاعی (به گرجستان: თავდაცვის ძალების ავიაციისა და საჰაერო თავდაცვის სარდლობა, romanized: tavdatsvis dzalebis aviatsiisa da sahaero tavdatsvis sardloba)،  (قبلاً نیروی هوایی گرجستان (به گرجی: საქართველოს საჰაერო ძალები of Georgia, sak’eroart) به عنوان بخشی از نیروهای مسلح گرجستان در سال 1992 تاسیس شد و در سال 2010 به بخش هوایی ارتش ادغام شد.

## تاریخچه

#### تأسیس و لغو
نیروی هوایی گرجستان و بخش دفاع هوایی در 1 ژانویه 1992 تأسیس شد. در 18 آگوست 1998، این دو لشکر در یک ساختار فرماندهی مشترک متحد شدند و به نیروی هوایی گرجستان تغییر نام دادند.
اولین پرواز رزمی توسط ایزانی تسرتسوادزه ( Izani Tsertsvadze) و والری ناکوپیا(Valeri Nakopia) در 19 سپتامبر 1992 در جریان جنگ جدایی طلبان در آبخازیا انجام شد. این تاریخ بعداً به عنوان روز نیروی هوایی گرجستان تعیین شد.
در سال 2010، نیروی هوایی گرجستان به عنوان یک شاخه جداگانه لغو شد و به عنوان بخش های دفاع هوایی و هوایی به نیروهای زمینی گرجستان ادغام شد.[5]

#### بازسازی و نوسازی
نیروی هوایی گرجستان به طور رسمی در سال 2016 دوباره تاسیس شد، اما تمام هواپیماهای بال ثابت تا سال 2020 زمینگیر ماندند. تحت رهبری وزیر دفاع گرجستان، ایراکلی گاریباشویلی( Irakli Garibashvili)، نیروی هوایی دوباره در اولویت قرار گرفت و هواپیماهای متعلق به نیروی هوایی گرجستان پس از 4 سال زمینگیری، در حال نوسازی و سرویس دهی مجدد هستند. وزیر دفاع همچنین از برنامه هایی برای دستیابی به هواپیماهای بدون سرنشین ضربتی برای افزایش آمادگی رزمی گرجستان خبر داد.

## ناوگان
|                  |                |                        |          |            |       |
| Aircraft         | Origin         | Type                   | Variant  | In service | Notes |
| Combat Aircraft  |                |                        |          |            |       |
| Sukhoi Su-25     | Soviet Union   | CAS                    |          | 10         |       |
| Transport        |                |                        |          |            |       |
| Antonov An-28    | Soviet Union   | transport              |          | 2          |       |
| Helicopters      |                |                        |          |            |       |
| Mil Mi-8         | Soviet Union   | utility                | Mi-8/171 | 15         |       |
| Mil Mi-14        | Soviet Union   | ASW / SAR              |          | 2          |       |
| Mil Mi-24        | Soviet Union   | attack                 |          | 9          |       |
| Bell UH-1        | United States  | utility                | UH-1H    | 12         |       |
| Trainer Aircraft |                |                        |          |            |       |
| Aero L-39        | Czechoslovakia | trainer / light attack |          | 8          |       |
| Aero L-29        | Czechoslovakia | trainer / light attack |          | 4          |       |